# Pon de Replay
Pon de Replay è un brano musicale nonché singolo di debutto della cantante barbadiana Rihanna, estratto come primo singolo dal suo album di debutto Music of the Sun il 24 maggio 2005 negli Stati Uniti e il 22 agosto nel resto del mondo. Il brano è stato scritto e prodotto da Vada Nobles, Alisha Brooks, Carl Sturken e Evan Rogers. Prima di firmare un contratto discografico nel febbraio 2005 con la Def Jam Recordings, Pon De Replay faceva parte di uno dei tre demo registrati dalla cantante da inviare a varie case discografiche.

## Descrizione

### Registrazione
Prima di firmare un contratto discografico con la Def Jam, Rihanna è stata scoperta alle Barbados dal produttore statunitense Evan Rogers, il quale ha preso le misure necessarie per volare alla volta di New York. La cantante lì ha registrato una raccolta di demo per un nastro da inviare alle varie etichette discografiche. Una delle demo registrate è stata Pon De Replay, che è stato scritto e prodotto da Carl Sturken, Evan Rogers e Vada Nobles nel 2004. Il primo che ha trovato interessante il demo è stato il rapper Jay-Z, nominato nel 2015 presidente della Def Jam Recording, dove Rihanna ha realizzato un provino per lui e per il produttore L.A. Reid, nel suo ufficio.
Rihanna ha spiegato durante un'intervista come si sentiva prima di entrare in studio di registrazione, dicendo che aveva pensato «Oh Dio, è proprio lì, non posso guardare, non posso guardare, non posso guardare! Mi ricordo di essere stata estremamente silenziosa. Ero molto timida. Ho avuto freddo per tutto il tempo. Ho avuto le farfalle nello stomaco. Ero seduta di fronte a Jay-Z».. Nel corso dell'audizione ha eseguito una cover di For the Love of You di Whitney Houston, Pon De Replay e The Last Time, le ultime due sono state aggiunto nell'album di debutto Music of the Sun. Pon De Replay è stato messo in commercio il 26 luglio 2005 dalla Def Jam Recordings su iTunes.

### Composizione
Pon De Replay è un brano dance pop e R&B basato sul campionamento del brano Diwali Riddim del produttore giamaicano Lenky. Secondo il sito Musicnotes.com, il ritmo della canzone è ispirato ad un fa minore in un up-tempo comune e con ritmo di dance moderato, con un metronomo di 100 battiti al minuto. La gamma della voce di Rihanna nel brano è cantato con note che reggono struttura di F♯3 e C♯5. Nel testo la cantante chiede ad un DJ di mettere la canzone preferita dalla cantante così come l'adempimento di ballare in un club. Secondo Doug Rule di Metro Weekly nella parte del testo in cui la cantante usa la frase «Hey Mr. DJ, won't you turn the music up?», la parola «Hey Mr. DJ» potrebbe essere presa da brani come Music di Madonna e Play di Jennifer Lopez.
Durante un'intervista, Rihanna ha spiegato nei dettagli il contenuto dei testi della canzone, dicendo: «È solo la lingua che parliamo alle Barbados. È un inglese un po' stentato, e letteralmente il titolo significa "mettilo di nuovo" in creolo delle Antille, ed è come un invito al DJ ad aumentare il volume della musica delle mie canzoni preferite, solo con un ritmo più audace».

## Critica
Pon De Replay ha ricevuto critiche generalmente positive dai critici musicali, che ne hanno elogiato la composizione e la sua scelta come singolo di debutto della cantante. Bill Lamb di About.com ha dato al brano 4 stelle su 5, e ha celebrato il singolo e la cantante stessa dichiarando che "Rihanna è una star in formazione e questo irresistibile successo dance la farà salire alla ribalta. Sembra fantastico da ballare in una scottante sera d'estate o da ascoltare allo stereo in macchina". Lamb ha anche affermato che il brano è "ipnoticamente intrigante" e che la voce dell'artista dimostra che sia capace di offrire versatilità e che "la sensazione isolana esotica" gioca a beneficio del brano. Lamb ha anche dichiarato che il testo sarebbe stato una "sfida intellettuale" per l'ascoltatore e avrebbe provocato pensieri su cosa potesse significare.

## Successo commerciale
La canzone fu un successo commerciale, piazzandosi alla vetta in Nuova Zelanda e nella Billboard Hot Dance Club Play, mentre ha raggiunto la posizione numero due della Billboard Hot 100, nella Billboard Pop 100 e della Official Singles Chart e raggiunse le prime cinque posizioni in Austria, Belgio, Danimarca e Svizzera. Il brano è stato certificato disco di platino dalla Recording Industry Association of America grazie alle 1.000.000 di copie vendute.

## Video musicale
Il video del brano è stato diretto da Little X nel 2005, lo stesso anno dell'uscita dell'album che ha lanciato l'artista. È interamente ambientato all'interno di una discoteca, anche se possiamo vedere Rihanna sola mentre danza o ammicca allo spettatore, vestita con abito bianco.
Rihanna e dei suoi amici chiedono al DJ di mettere ripetutamente la loro canzone preferita. Il video si conclude con Rihanna che invita lo spettatore ad avvicinarsi mentre lo schermo si chiude sul nero.

## Tracce
CD singolo (Mercato europeo)
1. Pon De Replay (Radio Edit) – 3:35
2. Pon De Replay (Remix feat. Elephant Man) – 3:37

Maxi singolo (Mercato europeo)
1. Pon De Replay (Radio Edit) – 3:35
2. Pon De Replay (Cotto's Replay Dub) – 6:48
3. Pon De Replay (Instrumental) – 4:06
4. Pon De Replay (Music Video) – 3:37

CD singolo (mercato tedesco)
1. Pon De Replay (Album Version) – 4:07
2. Pon De Replay (Cotto's Replay Dub) – 6:46
3. Pon De Replay (Radio Edit) – 3:35
4. Pon De Replay (Instrumental) – 4:06

UK iTunes EP
1. Pon De Replay (Radio Edit) – 3:35
2. Should I (with J-Status) – 3:07
3. Pon De Replay (Cotto's Replay Dub) – 6:50

iTunes EP
1. Pon De Replay (Pon De Club Play Version) – 7:48
2. Pon De Replay (Cotto's Replay Dub) – 6:49

## Classifiche

### Classifiche settimanali
| Classifica (2005-06) | Posizione massima |
| -------------------- | ----------------- |
| Australia            | 6                 |
| Austria              | 5                 |
| Belgio (Fiandre)     | 5                 |
| Belgio (Vallonia)    | 14                |
| Danimarca            | 4                 |
| Finlandia            | 8                 |
| Francia              | 18                |
| Germania             | 6                 |
| Irlanda              | 2                 |
| Italia               | 6                 |
| Norvegia             | 3                 |
| Nuova Zelanda        | 1                 |
| Paesi Bassi          | 15                |
| Regno Unito          | 2                 |
| Spagna               | 18                |
| Stati Uniti          | 2                 |
| Svezia               | 5                 |
| Svizzera             | 3                 |
| Ungheria             | 5                 |

### Classifiche di fine anno
| Classifica (2005) | Posizione |
| ----------------- | --------- |
| Australia         | 39        |
| Austria           | 32        |
| Belgio (Fiandre)  | 43        |
| Belgio (Vallonia) | 72        |
| Germania          | 39        |
| Italia            | 43        |
| Nuova Zelanda     | 14        |
| Paesi Bassi       | 82        |
| Regno Unito       | 33        |
| Svezia            | 42        |
| Svizzera          | 19        |

## Date di pubblicazione
| Paese         | Data              | Formato           | Etichetta |
| ------------- | ----------------- | ----------------- | --------- |
| Stati Uniti   | 24 maggio 2005    | Disco in vinile   | Def Jam   |
| Australia     | 22 agosto 2005    | Download digitale | Def Jam   |
| Austria       | 22 agosto 2005    | Download digitale | Def Jam   |
| Belgio        | 22 agosto 2005    | Download digitale | Def Jam   |
| Brasile       | 22 agosto 2005    | Download digitale | Def Jam   |
| Canada        | 22 agosto 2005    | Download digitale | Def Jam   |
| Danimarca     | 22 agosto 2005    | Download digitale | Def Jam   |
| Finlandia     | 22 agosto 2005    | Download digitale | Def Jam   |
| Francia       | 22 agosto 2005    | Download digitale | Def Jam   |
| Germania      | 22 agosto 2005    | Download digitale | Def Jam   |
| Germania      | 22 agosto 2005    | CD                | Def Jam   |
| Irlanda       | 22 agosto 2005    | Download digitale | Def Jam   |
| Italia        | 22 agosto 2005    | Download digitale | Def Jam   |
| Messico       | 22 agosto 2005    | Download digitale | Def Jam   |
| Paesi Bassi   | 22 agosto 2005    | Download digitale | Def Jam   |
| Nuova Zelanda | 22 agosto 2005    | Download digitale | Def Jam   |
| Norvegia      | 22 agosto 2005    | Download digitale | Def Jam   |
| Spagna        | 22 agosto 2005    | Download digitale | Def Jam   |
| Svezia        | 22 agosto 2005    | Download digitale | Def Jam   |
| Svizzera      | 22 agosto 2005    | Download digitale | Def Jam   |
| Regno Unito   | 22 agosto 2005    | Download digitale | Def Jam   |
| Stati Uniti   | 26 agosto 2005    | Download digitale | Def Jam   |
| Francia       | 26 settembre 2005 | CD                | Def Jam   |
| Regno Unito   | 11 ottobre 2005   | CD                | Def Jam   |